# Comuna Ivașînivka, Peatîhatkî
Ivașînivka (în ucraineană Івашинівка) este o comună în raionul Peatîhatkî, regiunea Dnipropetrovsk, Ucraina, formată din satele Ivașînivka (reședința) și Krasna Volea.

## Demografie
Componența lingvistică a satului Ivașînivka
     Ucraineană (90,22%)
     Rusă (9,12%)
     Alte limbi (0,38%)
Conform recensământului din 2001, majoritatea populației satului Ivașînivka era vorbitoare de ucraineană (90,22%), existând în minoritate și vorbitori de rusă (9,12%).